# خوان أنطونيو كوربالان
خوان أنطونيو كوربالان (بالإسبانية: Juan Antonio Corbalán)‏ مواليد 3 أغسطس 1954، هو لاعب كرة سلة إسباني. مثّل منتخب بلاده. شارك في مسابقة كرة السلة في الألعاب الأولمبية الصيفية ومثل بلاده فيها ثلاث مرات في 1972، 1980 و 1984. قضى معضم مسيرته مع ريال مدريد بالونكيستو في الدوري الإسباني لكرة السلة وفاز به 12 مرة.

## روابط خارجية
- خوان أنطونيو كوربالان على موقع الاتحاد الدولي لكرة السلة (الإنجليزية)
- خوان أنطونيو كوربالان على موقع الدوري الإسباني لكرة السلة (الإسبانية)
- خوان أنطونيو كوربالان على موقع ريلجم (الإنجليزية)
- خوان أنطونيو كوربالان على موقع بروبوليرز (الإنجليزية)
- خوان أنطونيو كوربالان على موقع سبورتس رفرنس (الإنجليزية)
- خوان أنطونيو كوربالان على موقع أوليمبيديا (الإنجليزية)